# قسم يونسي الريفي (مقاطعة بجستان)
قسم يونسي الريفي (بالفارسية: دهستان یونسی) هي منطقة ريفية تقع في إيران في ناحية يونس. يقدر عدد سكانها بـ 2,825 نسمة .